# Hans Neusiedler
Hans Neusiedler (także Neusidler), ur. 1508 (1509?) w Preszburgu, zm. 2 lutego 1563 w Norymberdze – niemiecki kompozytor i wirtuoz gry na lutni pochodzenia węgierskiego.
Był jednym z najwybitniejszych artystów niemieckiej szkoły lutniowej XVI wieku. Wskutek zagrożenia ze strony zbliżającego się do Wiednia wojska tureckiego Neusiedler zdecydował się na zmianę miejsca zamieszkania i osiadł w 1530 w Norymberdze. W tym samym roku ożenił się z norymberską mieszczanką i rok później otrzymał prawa obywatela miasta, w którym niedługo miał opublikować pierwsze swoje utwory muzyczne w tabulaturach lutniowych. W latach 1536–1549 wydał osiem ksiąg muzyki lutniowej, z których najwybitniejsze są dwa tomy Ein newgeordnet künstlich Lautenbuch. Zawierają one zarówno utwory o charakterze dydaktycznym (zwłaszcza pierwszy tom dla początkujących, wyd w 1536), jak i kompozycje mistrzowskie, wymagające wirtuozowskich umiejętności w grze na lutni. Neusiedler odnosił za życia duże sukcesy jako lutnista i kompozytor. Jego tabulatury przedrukowywano w wielu ośrodkach muzycznych, m.in. Wenecji, Strasburgu czy Frankfurcie nad Menem. W jego kompozycjach pobrzmiewają echa piosenek ludowych i popularnych tańców, tworzył jednak też transkrypcje lutniowe poważnych utworów takich kompozytorów jak Josquin des Prés czy Heinrich Isaac.
Synowie Hansa, Melchior Neusiedler (1531–1590) i Konrad Neusiedler (1541 – zm. po 1604) również byli lutnistami i kompozytorami.